# ناحیه بنگال، میشیگان
ناحیه بنگال (به انگلیسی: Bengal Township) یک منطقهٔ مسکونی در ایالات متحده آمریکا است که در شهرستان کلینتون، میشیگان واقع شده‌است.
 ناحیه بنگال ۹۴٫۶۴ کیلومتر مربع مساحت و ۱٬۱۸۸ نفر جمعیت دارد و ۲۲۴ متر بالاتر از سطح دریا واقع شده‌است.